# Deutsches Eck
Deutsches Eck er en landtange i Koblenz, hvor Mosel munder ud i Rhinen. I 1897 blev her bygget en 37 meter høj rytterstatue af kejser Wilhelm 1.
Ærkebiskop Diether af Trier tilkaldte i 1216 ridderne i den den tyske orden til Koblenz og skænkede dem en del af området ved Kastorkirken. Ridder- og præsteordens sæde blev bygget, lige hvor Mosel og Rhinen flyder sammen. Denne orden var direkte underlagt stormesteren. Området, hvor ordensridderne holdt til, blev i folkemunde kaldt Deutscher Ordt og senere Deutsches Eck. I 1800-tallet blev landtangen udvidet med en bestående sandbanke for at skabe en nødhavn ved Moselmundingen. I 1888 blev havnen nedlagt for at skaffe plads til rytterstatuen af Wilhelm 1. 
Dermed opstod Deutsches Eck i sin nuværende form. Mindesmærket i den preussiske Rhinprovins var udtryk for den wilhelminske tidsånd og blev allerede i samtiden kritiseret for sin overlæssede, nationalistiske symbolik. Under Den kolde krig blev det brugt som et statsligt monument over tysk enhed med alle staterne og de preussiske provinsers flag. Selve statuen blev ødelagt af en granat under 2. verdenskrig, men blev restaureret i 1993. Monumentet er en vigtig turistattraktion, og området bruges ofte til forskellige udendørsarrangementer som koncerter.